# 和田津開町
和田津開町（わだつびらきちょう）は、徳島県小松島市の町名。郵便番号は773-0020。

## 地理
小松島市の東部に位置する。西は豊浦町・赤石町、南は大林町・坂野町に接続、北は小松島湾の貯木場に面している。
[開発者の栗本四郎兵衛に基づく別称、栗本新田ともいわれ、栗本家の邸宅付近を屋敷表といい、屋敷西・屋敷裏・東というように現在も地名として残され、また元開・中開・西開というように開拓の順序にしたがって、通称の呼名がつけられている。
昭和43年11月1日、国策パルプ（現日本製紙）の立地に伴い、その大部分の地域が接収されて豊浦町に編入された。産業は農業で、ほとんどは兼業農家である。

### 小字
- 居屋敷
- 北
- ヒガシ
- 東土手添
- 緑町
- 屋敷裏
- 屋敷ノ西

## 歴史
正徳6年4月より、栗本四郎兵衛によって新田開発が行われ、延享5年に和田津新田村が成立した。

### 和田津新田村
和田津新田村は江戸期から明治22年にかけて那賀郡に存在した村。江戸期には単に和田津新田と称した。徳島藩領。
正徳6年4月より、栗本四郎兵衛・茂平父子によって新田開発が行われ、延享5年に和田津新田村が成立した。別称、栗本新田ともいわれている。
明治4年に徳島県、同年に名東県、明治9年に高知県を経て明治13年に再び徳島県に所属。

### 和田津新田
和田津新田は明治22年から大正4年にかけて存在した坂野村の大字名。明治24年の戸数10・人口67（男42・女25）、厩3、船22。大正4年に和田津開となる。

### 和田津開
和田津開は大正4年から昭和32年にかけて存在した大字名。はじめは坂野村、昭和15年より坂野町、昭和31年からは小松島市の大字となる。米作一毛作中心の農業地域。

### 現在
昭和32年より現在の町名となる。昭和43年に一部が豊浦町となる。新産業都市指定以来の工場誘到で近隣とともに臨海工業用地として造成された。

## 世帯数と人口
2022年（令和4年）7月31日現在の世帯数と人口は以下の通りである。
| 町丁       | 世帯数 | 人口 |
| ---------- | ------ | ---- |
| 和田津開町 | 28世帯 | 55人 |

## 小・中学校の学区
市立小・中学校に通う場合、学区は以下の通りとなる。
| 番地                                                       | 小学校               | 中学校                   |
| ---------------------------------------------------------- | -------------------- | ------------------------ |
| 東土手添、ヒガシ、鵜ノ松、屋敷裏、籔ノ下、屋敷ノ西、居屋敷 | 小松島市立坂野小学校 | 小松島市立小松島南中学校 |
| 緑町、三ツ合、緑松、北                                     | 小松島市立新開小学校 | 小松島市立小松島南中学校 |

## 交通

### 道路
都道府県道
- 徳島県道218号和田島赤石線